# Boomspijkertjes-klasse
De boomspijkertjes-klasse (Calicio-Chrysotrichetea) is een klasse van syntaxa die (micro)vegetatie omvat die door coniocarpen wordt gedomineerd.

## Naamgeving en codering
| Leprarietea candelaris Wirth 1980 |

- Syntaxoncode voor Nederland (rVvN): r55

De wetenschappelijke naam Calicio-Chrysotrichetea is afgeleid van de botanische namen van twee diagnostische taxa van de klasse. Dit zijn boomspijkertje (Calicium) en gele poederkorst (Chrysothrix candelaris).

## Onderliggende syntaxa in Nederland
De boomspijkertjes-klasse wordt in Nederland vertegenwoordigd door één orde. Daarnaast worden er in Nederland voor deze klasse dertien rompgemeenschappen onderscheiden.
- - boomspijkertjes-orde (Calicio-Chrysotrichetalia)
    - boomspijkertjes-verbond (Calicion viridis)
      - associatie van groen boomspijkertje (Calicetum viridis)
      - associatie van roestbruin schorssteeltje (Chaenothecetum ferrugineae)
      - maleboskorst-associatie (Lecanactidetum abietinae)
      - aspirinekorst-associatie (Pachnolepietum pruinatae)

- Rompgemeenschap met zwart boomspijkertje (RG Calicium glaucellum-[Calicion viridis])
- Rompgemeenschap met bruin boomspijkertje (RG Calicium salicinum-[Calicio-Chrysotrichetea])
- Rompgemeenschap met groen schorssteeltje (RG Chaenotheca brachypoda-[Calicio-Chrysotrichetea])
- Rompgemeenschap met klein schorssteeltje (RG Chaenotheca chlorella-[Calicio-Chrysotrichetea])
- Rompgemeenschap met geel schorssteeltje (RG Chaenotheca chrysocephala-[Calicio-Chrysotrichetea])
- Rompgemeenschap met lichtend schorssteeltje (RG Chaenotheca furfuracea-[Calicion viridis])
- Rompgemeenschap met kort schorssteeltje (RG Chaenotheca hispidula-[Calicio-Chrysotrichetea])
- Rompgemeenschap met grijs schorssteeltje (RG Chaenotheca trichialis-[Calicio-Chrysotrichetea])
- Rompgemeenschap met droog schorssteeltje (RG Chaenotheca xyloxena-[Calicio-Chrysotrichetea])
- Rompgemeenschap met tweecellig houtspeldje (RG Chaenothecopsis pusilla-[Calicio-Chrysotrichetea])
- Rompgemeenschap met gewoon houtspeldje (RG Chaenothecopsis savonica-[Calicio-Chrysotrichetea])
- Rompgemeenschap met vals boomspijkertje (RG Mycocalicium subtile-[Calicio-Chrysotrichetea])
- Rompgemeenschap met gewone poederkorst (RG Lepraria incana-[Calicio-Chrysotrichetea])

## Fotogalerij

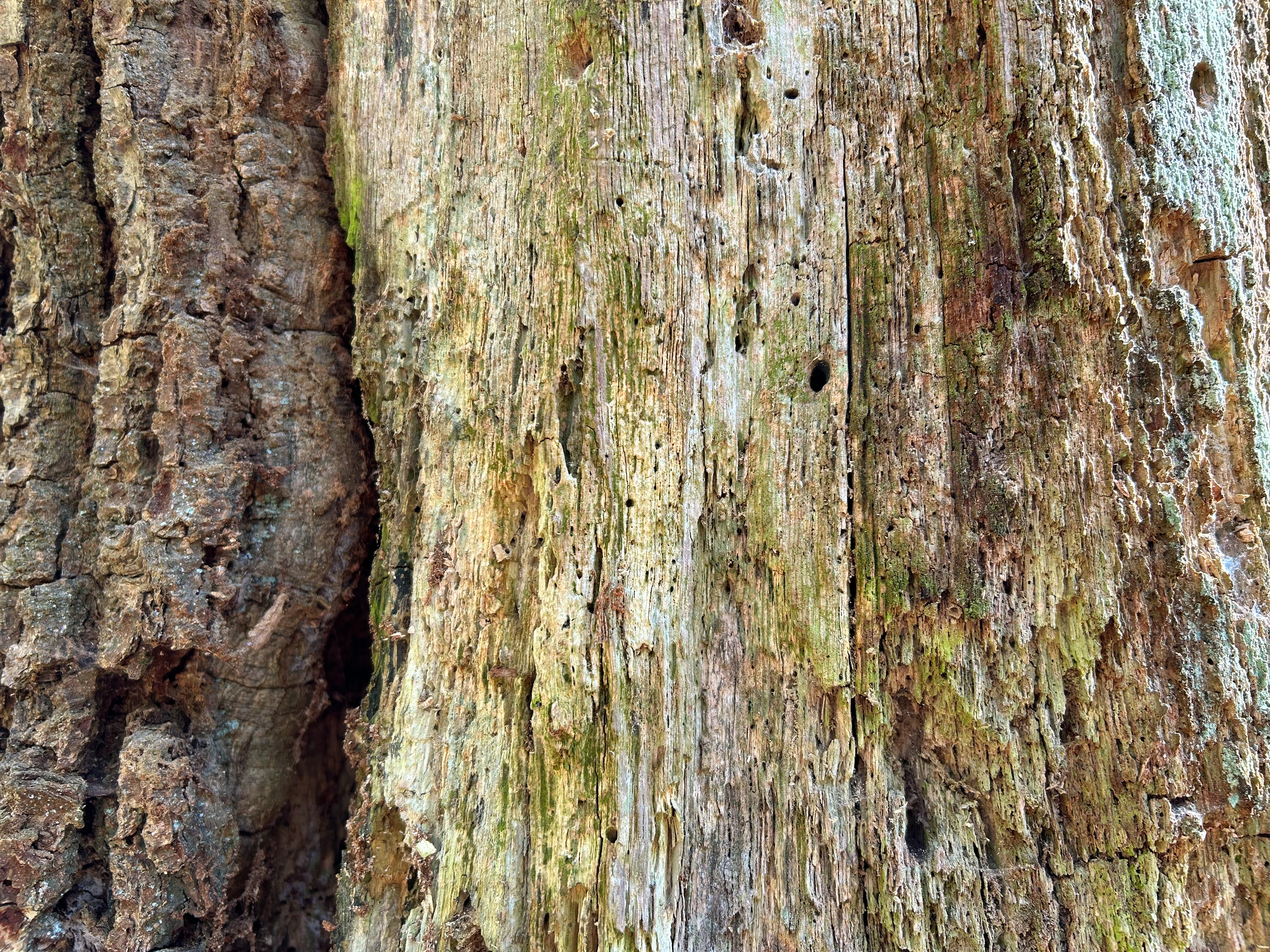
Een rompgemeenschap met klein schorssteeltje.
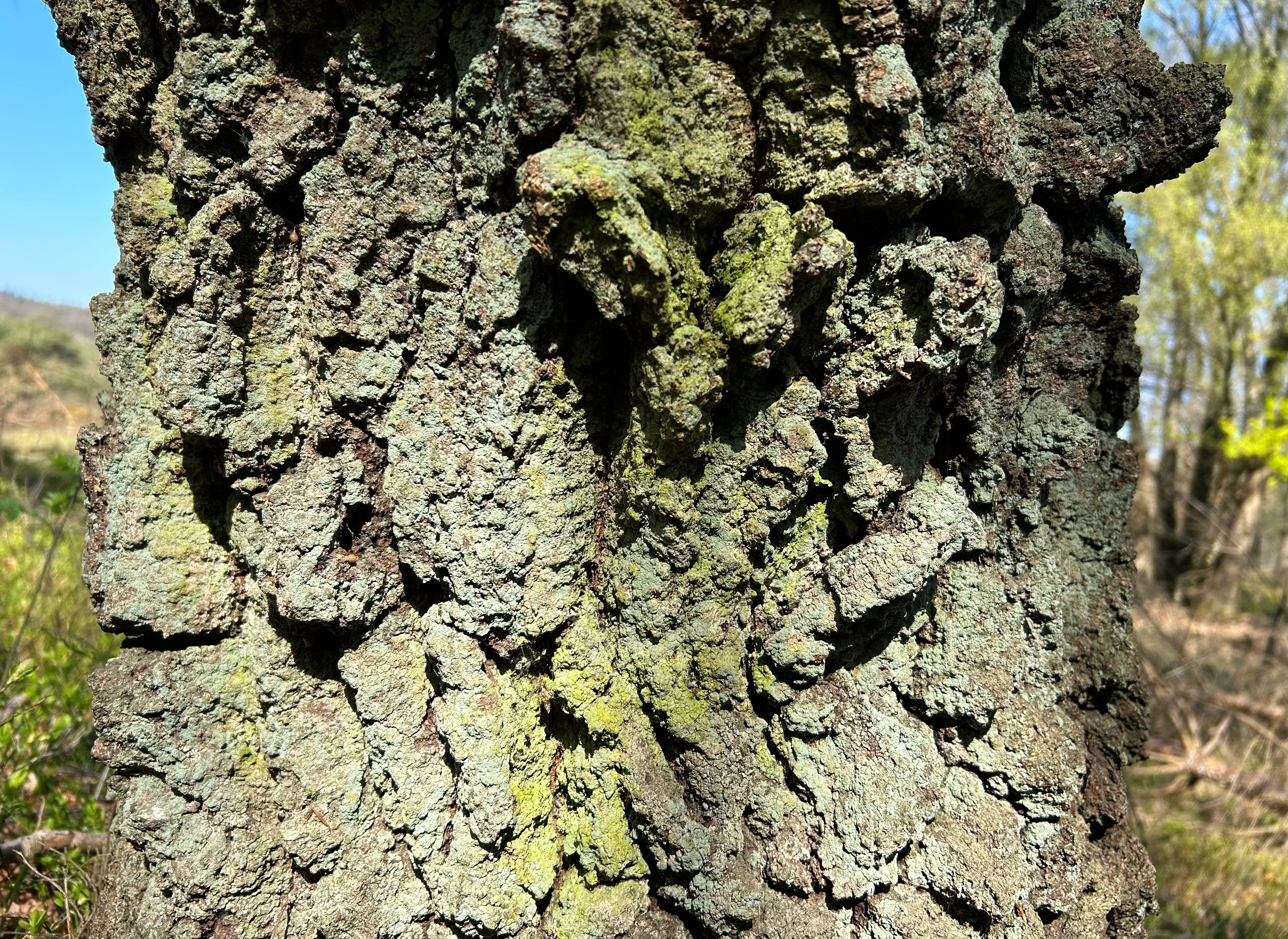
Een rompgemeenschap met grijs schorssteeltje.
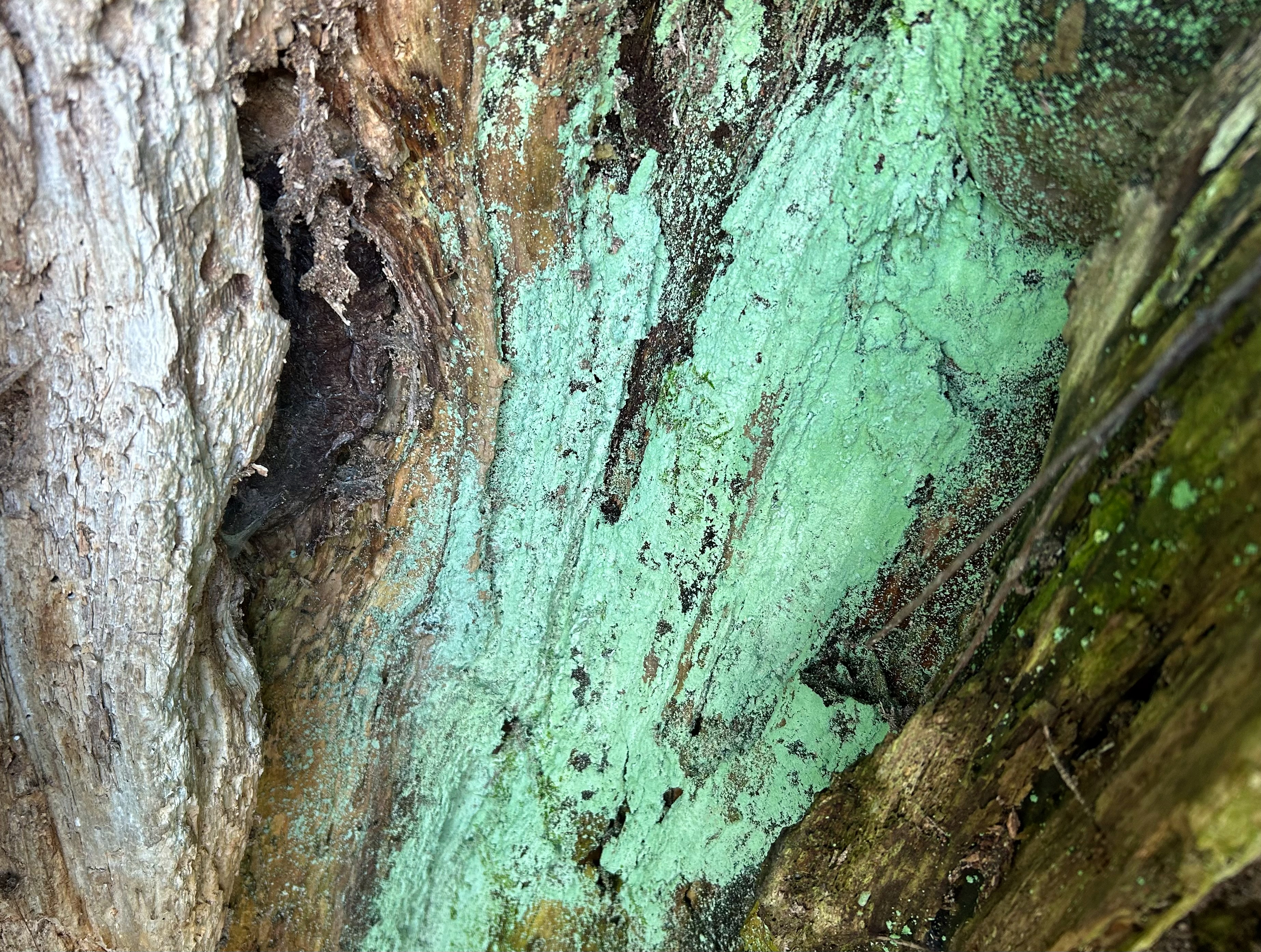
Een rompgemeenschap met gewone poederkorst.